# El-Mahalla El-Kubra
El-Mahalla El-Kubra is een stad in Egyptische gouvernement Al Gharbiyah.
Bij de volkstelling van 2006 telde El-Mahalla El-Kubra 442.884 inwoners.
Een grote werkgever is het Misr Spinnerij en Weverij Bedrijf, een overheidsbedrijf met 27.000 werknemers.

## Geboren
- Mohammed Badie (1943), hoofd Moslimbroederschap vanaf 2010
- Mohamed Elneny (1992), voetballer

## Galerij

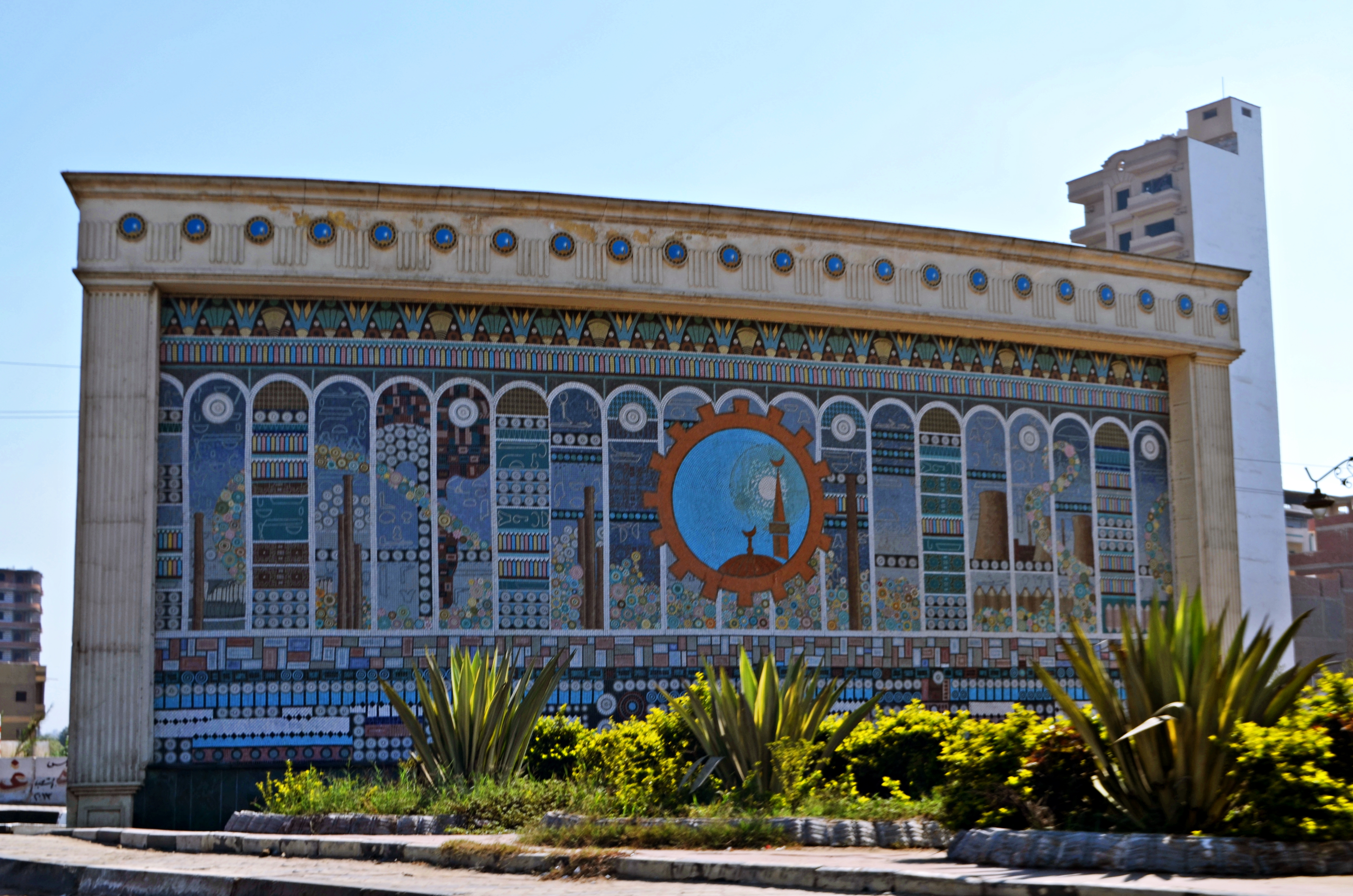
Kunstmuseum